# 火消し屋小町
『火消し屋小町』（ひけしやこまち）は、逢坂みえこによる日本の青年漫画作品、または、それを原作としたテレビドラマ作品。

## 概要
漫画作品は、『ビッグコミックオリジナル』（小学館）1998年9月5日号から2004年1月5日号に不定期連載された。話数カウントは「纏○」（○の中には漢数字が入る）。
テレビドラマ作品は、2000年12月に、関西テレビ制作のドラマがフジテレビ系列で放送された。また、2004年7月から8月には、NHK総合テレビ制作で「夜の連続ドラマ」（通称：よるドラ）として全20回が放送された。
なお、この作品が現れるまでは、女性消防官がポンプ隊で放水要員を務めることはなかった（救急隊員としては女性もいる）。

## 関西テレビ版

### 概要
- タイトル：歳末特別警戒ドラマ ヤケドなんか怖くない「ブッチギリ女消防士！火消し屋小町」
- 放送日：2000年12月26日 22:00-23:24

### キャスト
- 南 夏子（みなみ なつこ） - ともさかりえ
- 相原 こずえ（あいはら こずえ） - 酒井美紀
- 岡 正子（おか まさこ） - 鈴木砂羽
- 大和教官（やまと） - 石黒賢
- 深田 恭子（ふかだ きょうこ） - 大久保佳代子
- 布施博（特別出演）
- 松本まりか
- 北村総一朗
- 渡辺哲

### スタッフ
- 脚本：小松江里子
- 演出：新城毅彦
- プロデューサー：飯塚正彦、井上博己、濱星彦
- 協力プロデューサー：藤本一彦
- 美術デザイン：澤田清隆
- 制作主任：鈴木哲
- 制作：関西テレビ放送・IMO
- 挿入歌：「IN and OUT of LOVE」Eye'z

## NHK版

### 概要
- タイトル：NHK夜の連続ドラマ「火消し屋小町」
- 放送日：2004年7月12日～8月12日（毎週月曜日～木曜日 23:00～23:15放送）
  - アンコール放送：NHK衛星第二=2005年6月、総合テレビ=2006年1月
- 放送回数：全20回

### あらすじ
ヒロイン・南夏子（池脇千鶴）は、勤めていた会社が突然倒産してしまったことから将来を失望していた時に受けていた消防士の試験に合格する。消防士に本来なるつもりはなかった夏子は、不器用でかつ集団行動が苦手なせいで上司からいつも怒鳴られるが、少しずつ慣れていって仲間たちとも意気投合し、やがてファイヤーファイターとして第一線で活躍する。

### キャスト
- 南 夏子（みなみ なつこ） - 池脇千鶴：物語のヒロイン。23歳。
- 乾 伸郎（いぬい のぶろう） - 鳥羽潤：夏子の恋人。25歳。
- 相原 こずえ（あいはら こずえ） - ベッキー：南の同期。23歳。
- 山田 花子（やまだ はなこ） - 櫻井淳子：南の同期。28歳。
- 岡 正子（おか まさこ） - 杉田かおる：南の同期。32歳。
- 三国 守（みくに まもる） - 大森南朋：南の同僚。30歳。
- 中山 圭介（なかやま けいすけ） - 細川茂樹：南の同僚。30歳。
- 服部 正和（はっとり まさかず） - 石丸謙二郎：南の同僚。41歳。
- 川西 太一（かわにし たいち） - 石井康太（やるせなす）：南の同僚。26歳。
- 大和教官（やまと） - 西郷輝彦：消防学校教官。49歳。
- 尾方所長（おがた） - 間寛平：出張所所長。51歳。
- 東ママ（ひがし ‐ ） - 山寺宏一：居酒屋の（男性だが）ママ。40歳。
- 米村菊子（よねむら きくこ） ‐  上村香子：冬吉の知人。
- 桐野ハナ（きりの はな） ‐ 高田敏江：1人暮らしの老女。
- 南 冬吉（みなみ とうきち） - 大杉漣：夏子の父親。52歳。

### スタッフ
- 脚本: 中谷まゆみ
- 音楽: MOKA（小西香葉､近藤由起夫）
- 音響効果: 田母神正顕
- 美術: 柳谷雅美、高野雅裕
- 原案協力: 宮澤明洋、西坂正樹、松田勝洋（小学館「ビッグコミックオリジナル」編集部）
- プロデューサー: 千葉行利
- 演出: 国本雅広
- 共同制作: NHKエンタープライズ21
- 制作・著作: NHK・MMJ（メディアミックス・ジャパン）
- 主題歌: 「明日へ架ける橋」倉木麻衣
- 協力: 川崎市消防局

### 各週のタイトル
- 第1週「人生はちょろい?」（2004年7月12日 - 7月15日）
- 第2週「同じ釜のメシ」（2004年7月19日 - 7月22日）
- 第3週「恋のボヤ騒ぎ」（2004年7月26日 - 7月29日）
- 第4週「火事、オヤジ」（2004年8月2日 - 8月5日）
- 第5週「あたしは消防士」（2004年8月9日 - 8月12日）